# Piscop
Piscop egy község Franciaországban. Lakosainak száma 737 fő (2022. január 1.).

## Földrajza
Piscop Ézanville, Domont, Écouen, Montmorency és Saint-Brice-sous-Forêt községekkel határos.